# XI Concurs de castells de Tarragona
El XI Concurs de castells de Tarragona tingué lloc el 28 de setembre del 1986 a la plaça de braus de Tarragona, actual Tarraco Arena Plaça. Aquella edició fou el vint-i-cinquè concurs de castells de la història i representà la primera vegada que se celebrava un concurs de castells de Tarragona per quarta vegada consecutivament.
Hi van participar catorze colles, ordenats per l'ordre de classificació van ser: Colla Vella dels Xiquets de Valls, Colla Joves Xiquets de Valls, Castellers de Vilafranca, Xiquets de Tarragona, Colla Jove Xiquets de Tarragona, Xiquets de Reus, Castellers de Barcelona, Castellers de Terrassa, Xicots de Vilafranca, Nois de la Torre, Castellers d'Altafulla, Nens del Vendrell, Castellers de Castelldefels i Colla Jove de Vilanova. La victòria fou per la Colla Vella dels Xiquets de Valls, els quals van descarregar el 2 de 8 amb folre, el 5 de 8 i el 3 de 8, a més de carregar el 3 de 9 amb folre en ronda de millorament, que fou el castell assolit més valuós d'aquell concurs.
La Colla Joves tanmateix hi assolí el seu primer castell de nou pisos, convertint-se així en la segona colla de nou del món casteller. El qual acompanyat després d'una excepcional Santa Úrsula marcarien un traspàs del domini del món casteller entre ambdues colles vallenques.

## Resultats

### Classificació
| Resultat              |
| --------------------- |
| Descarregat (D)       |
| Carregat (C)          |
| Intent (I)            |
| Intent desmuntat (ID) |

En el XI Concurs de castells de Tarragona hi van participar 14 colles.
Llegenda
| f: amb folre a: amb agulla o pilar al mig ps: aixecat per sota | (c):carregat (i):intent (id): intent desmuntat |

| Pos | Colla                             | 1a ronda | 2a ronda | 3a ronda  | 4a ronda  | 5a ronda  | 6a ronda | 7a ronda | 8a ronda | Punts |
| --- | --------------------------------- | -------- | -------- | --------- | --------- | --------- | -------- | -------- | -------- | ----- |
| 1   | Colla Vella dels Xiquets de Valls | 2de8f    | 5de8     | 3de8      | 3de9f(c)  | —         | —        | —        | —        | 5700  |
| 2   | Colla Joves Xiquets de Valls      | 2de8f(c) | 5de8(i)  | 4de8      | 3de8      | 4de9f(c)  | —        | —        | —        | 4822  |
| 3   | Castellers de Vilafranca          | 2de8f(i) | 2de8f(c) | 3de8      | 4de9f(i)  | 4de8      | —        | —        | —        | 3710  |
| 4   | Xiquets de Tarragona              | 4de8     | 2de7     | 3de7ps    | 3de8(c)   | —         | —        | —        | —        | 3320  |
| 5   | Colla Jove Xiquets de Tarragona   | 4de8(c)  | 2de7     | 5de7      | Pde6(i)   | Pde6(i)   | —        | —        | —        | 2830  |
| 6   | Xiquets de Reus                   | 4de7a    | 5de7     | 2de7(i)   | 2de7(c)   | —         | —        | —        | —        | 2433  |
| 7   | Castellers de Barcelona           | 3de7ps   | 5de7     | 4de7a     | —         | —         | —        | —        | —        | 2400  |
| 8   | Castellers de Terrassa            | 3de7     | 5de7     | 3de7ps(i) | 3de7ps(c) | 4de7      | —        | —        | —        | 1700  |
| 9   | Xicots de Vilafranca              | 4de7a    | 3de7     | 5de7(i)   | 4de7      | 5de7(i)   | —        | —        | —        | 1595  |
| 10  | Nois de la Torre                  | 4de7a(i) | 4de7a    | 2de7(i)   | 3de7      | 2de7(i)   | 4de7     | Pde6(i)  | Pde6(i)  | 1585  |
| 11  | Castellers d'Altafulla            | 3de7     | 4de7     | 2de6      | —         | —         | —        | —        | —        | 1100  |
| 12  | Nens del Vendrell                 | 3de7     | 4de7a(i) | 4de7a(i)  | 4de7      | 2de7(i)   | —        | —        | —        | 900   |
| 13  | Castellers de Castelldefels       | 2de6     | 4de7(i)  | 4de7      | 3de7(i)   | 4de6a     | 3de7(i)  | —        | —        | 720   |
| 14  | Colla Jove de Vilanova            | 3de7(id) | 3de7(i)  | 2de6      | 3de6ps    | 4de6a(id) | —        | —        | —        | 400   |

### Estadística

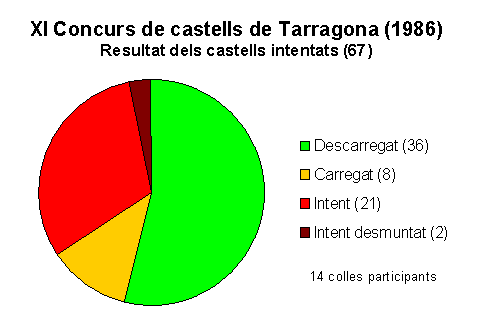
Gràfica del resultat dels castells intentats al XI Concurs de castells de Tarragona

En el XI Concurs de castells de Tarragona es van fer 67 intents de castells entre 14 colles i es van provar 16 construccions diferents que, en ordre de dificultat creixent, anaven des del 4 de 6 amb l'agulla al 3 de 9 amb folre carregat. De les 67 temptatives que es van fer es van assolir 44 castells: se'n van descarregar 36 i carregar 8, a més 21 castells es van quedar en intent i 2 es van desmuntar. La següent taula mostra l'estadística dels castells que es van descarregar, carregar, intentar o desmuntar al concurs de castells. Els següents castells apareixen ordenats, de major a menor dificultat, segons la taula de puntuacions del XXIV Concurs de castells de Tarragona.
| Castell                 | Descarregat | Carregat | Intent | Intent desmuntat | Total |
| ----------------------- | ----------- | -------- | ------ | ---------------- | ----- |
| 3 de 9 amb folre        | —           | 1        | —      | —                | 1     |
| 4 de 9 amb folre        | —           | 1        | 1      | —                | 2     |
| 5 de 8                  | 1           | —        | 1      | —                | 2     |
| 2 de 8 amb folre        | 1           | 2        | 1      | —                | 4     |
| 3 de 8                  | 3           | 1        | —      | —                | 4     |
| Pilar de 6              | —           | —        | 4      | —                | 4     |
| 4 de 8                  | 3           | 1        | —      | —                | 4     |
| 2 de 7                  | 2           | 1        | 4      | —                | 7     |
| 3 de 7 aixecat per sota | 2           | 1        | 1      | —                | 4     |
| 5 de 7                  | 4           | —        | 2      | —                | 6     |
| 4 de 7 amb l'agulla     | 4           | —        | 3      | —                | 7     |
| 3 de 7                  | 5           | —        | 3      | 1                | 9     |
| 4 de 7                  | 6           | —        | 1      | —                | 7     |
| 2 de 6                  | 3           | —        | —      | —                | 3     |
| 3 de 6 aixecat per sota | 1           | —        | —      | —                | 1     |
| 4 de 6 amb l'agulla     | 1           | —        | —      | 1                | 2     |
| Total                   | 36          | 8        | 21     | 2                | 67    |
| Percentatge             | 53,7%       | 11,9%    | 31,3%  | 2,9%             | 100%  |